# Fernand Verger
Fernand Verger, né le 24 avril 1929 à Paris où il est mort le 20 septembre 2018, est un géographe et géomorphologue français, professeur émérite du département de géographie de l'École normale supérieure de la rue d'Ulm à Paris, et directeur d’études honoraire à l’École pratique des hautes études.

## Biographie
Après des études secondaires au lycée Henri-IV et des études supérieures à la Sorbonne, il complète sa formation aux Pays-Bas (Groningue et Amsterdam) et au Danemark (Copenhague).
Ce spécialiste des marais et estuaires (et particulièrement des wadden) a consacré sa thèse principale de doctorat d'État à l'étude physique des marais maritimes et de leurs marges (1967). À partir de 1972, il s'est également intéressé à la télédétection satellitaire, étant nommé « chercheur principal » à la NASA pour les programmes Landsat 1 et 2, et chef de projet du programme d'évaluation préliminaire du satellite français SPOT. Directeur du laboratoire IMAGEO du CNRS, il promeut l'utilisation par les géographes des moyens nouveaux mis à leur disposition (modèle numérique de terrain, SIG). Vers la fin de sa vie, il oriente ses recherches sur les conséquences possibles de l'élévation du niveau de la mer dans les marais littoraux.
Fernand Verger a aussi assuré des fonctions de gestion de la recherche en étant successivement président de section du Comité national de la recherche scientifique et du Comité national des universités. Il a présidé le groupement d'intérêt public RECLUS.
Membre émérite du Comité des travaux historiques et scientifiques, Fernand Verger est président de la Commission scientifique de la Mission Mont-Saint-Michel, président du conseil scientifique du Forum des Marais Atlantiques, membre des conseils scientifiques du Conservatoire du littoral et de l'estuaire de la Gironde, il est d'autre part directeur de thèses portant sur un grand nombre de sujets relatifs au littoral, ainsi que sur les questions de télédétection.
Dans Géographes, génération 1930, à propos de Roger Brunet, Paul Claval, Olivier Dollfus, François Durand-Dastès, Armand Frémont, Fernand Verger, le géographe Claude Bataillon propose une mise en perspective de sa vie professionnelle au sein des collègues proches de la revue Espace géographique. D'autre part, ses collègues et d'anciens élèves de l'Ecole normale supérieure de la rue d'Ulm ont publié un ouvrage d'hommages qui comprend une liste exhaustive de ses travaux à cette date (2002), ainsi qu'un entretien où il revient sur les grandes inflexions de sa carrière scientifique.
Fernand Verger meurt le 20 septembre 2018.

## Carrière
- Attaché de recherches au CNRS (1957-1958)
- Chef de travaux, puis maître-assistant à l’université de Poitiers (1958-1961)
- Maître-assistant puis chargé d’enseignement (1961-1969), puis professeur (1969-1986), à l’École normale supérieure de jeunes filles
- Directeur de laboratoire cumulant à l’École pratique des hautes études (laboratoire de géomorphologie littorale) (1966-1998)
- Chercheur principal à la NASA pour les programmes Landsat 1 et 2 (1972-1976).
- Chef de projet, programme d'évaluation préliminaire du programme Spot (1986-1987).
- Directeur de laboratoire propre du CNRS (1986-1992)
- Professeur à l’École normale supérieure (1986-1998)
- Directeur du laboratoire IMAGEO (CNRS).

## Principales publications
- L’Observation de la Terre par les satellites, Presses universitaires de France, 1981.
- Marais et wadden du littoral français, Paradigme, 1983.
- L’Espace, nouveau territoire, Belin, 2002.
- Cambridge Encyclopedia of Space, (dir.) Cambridge University Press, 2003.
- Dictionnaire de la géographie, (dir., avec Pierre Georges), Presses universitaires de France, collection Quadrige Poche.
- Marais et estuaires du littoral français, Belin, 2005.
- Zones humides du littoral français, Belin, 2009.
- Paysages salés, Belin, 2013.